# Список Героев Советского Союза (Силин — Скрылёв)
В настоящем списке представлены в алфавитном порядке все Герои Советского Союза, чьи фамилии начинаются с буквы «С» (всего 1165 человек, из них 19 удостоены звания дважды). Список содержит даты Указов Президиума Верховного Совета СССР о присвоении звания, информацию о роде войск, должности и воинском звании Героев на дату представления к присвоению звания Героя Советского Союза, годах их жизни.
- Персиковым цветом  в таблице выделены Герои, удостоенные звания дважды и более раз.
- Серым цветом  в таблице выделены Герои, представленные к званию посмертно.

| Навигационная таблица | Навигационная таблица                 |
| --------------------- | ------------------------------------- |
| «С»                   | Сабанов Григорий — Самсонов Владимир  |
| «С»                   | Самсонов Иван — Севрюков Алексей      |
| «С»                   | Севрюков Леонид — Сергиенков Дмитрий  |
| «С»                   | Сергов Алексей — Силантьев Николай    |
| «С»                   | Силин Николай — Скрылёв Алексей       |
| «С»                   | Скрылёв Виктор — Соболевский Анатолий |
| «С»                   | Собянин Гавриил — Сорокин Сергей      |
| «С»                   | Сорокин Фёдор — Степин Кузьма         |
| «С»                   | Степовой Арсентий — Сулин Семён       |
| «С»                   | Султанов Барый — Сябро Николай        |

| № п/п | Фамилия Имя Отчество                                              | Дата Указа            | Род войск    | Должность | Звание                           | Годы жизни                         | БС ГС НЛ                        |
| ----- | ----------------------------------------------------------------- | --------------------- | ------------ | --- | -------------------------------- | ---------------------------------- | ------------------------------- |
| 468   | Силин Николай Николаевич                                          | 16.10.1943            | пехота       | командир батальона 151-го стрелкового полка 8-й стрелковой дивизии 13-й армии Центрального фронта | капитан                          | 10.12.1922 — 30.10.1999            | [ БС 1 ] [ ГС 1 ] [ НЛ 1 ]      |
| 469   | Силкин Григорий Петрович                                          | 10.01.1944            | пехота       | командир взвода 794-го стрелкового полка 232-й стрелковой дивизии 38-й армии Воронежского фронта | лейтенант                        | 07.02.1920 — 09.10.1943            | [ БС 1 ] [ ГС 2 ] [ НЛ 2 ]      |
| 470   | Сильницкий Михаил Фёдорович бел. Сільніцкі Міхаіл Фёдаравіч       | 15.05.1942            | партизан     | активный участник партизанской борьбы в Белоруссии, пулемётчик партизанского отряда Д. Ф. Райцева | —                                | 20.10.1920 — 28.03.1942            | ——                              |
| 471   | Симаков Иван Николаевич                                           | 13.03.1944            | авиация      | командир звена 109-го авиационного полка 48-й авиационной дивизии 8-го авиационного корпуса Авиации дальнего действия | капитан                          | 07.04.1906 — 26.07.1953            | [ БС 1 ] [ ГС 4 ] [ НЛ 3 ]      |
| 472   | Симаков Тимофей Алексеевич                                        | 24.03.1945            | пехота       | командир роты 796-го стрелкового полка 141-й стрелковой дивизии 1-й гвардейской армии 1-го Украинского фронта | лейтенант                        | 24.01.1909 — 26.07.1944            | [ БС 1 ] [ ГС 5 ] [ НЛ 4 ]      |
| 473   | Симаков Фёдор Фёдорович                                           | 24.03.1945            | танкист      | командир танкового взвода 17-й гвардейской танковой бригады 1-го гвардейского танкового корпуса 65-й армии 1-го Белорусского фронта                                                                                                | гвардии младший лейтенант        | 23.11.1915 — 19.09.1950            | [ БС 2 ] [ ГС 6 ] [ НЛ 5 ]      |
| 474   | Симанкин Григорий Филиппович                                      | 24.03.1945            | пехота       | командир батальона 461-го стрелкового полка 142-й стрелковой дивизии 23-й армии Ленинградского фронта | капитан                          | 14.10.1914 — 06.01.1996            | [ БС 3 ] [ ГС 7 ] [ НЛ 6 ]      |
| 475   | Симанов Александр Михайлович                                      | 15.01.1944            | кавалерия    | командир пулемётного взвода 60-го гвардейского кавалерийского полка 16-й гвардейской кавалерийской дивизии 7-го гвардейского кавалерийского корпуса Центрального фронта                                                            | гвардии лейтенант                | 01.11.1918 — 23.12.1977            | [ БС 3 ] [ ГС 8 ] [ НЛ 7 ]      |
| 476   | Симанчук Виктор Александрович                                     | 15.05.1946            | авиация      | старший лётчик 91-го гвардейского штурмового авиационного полка 4-й гвардейской штурмовой авиационной дивизии 5-го штурмового авиационного корпуса 5-й воздушной армии 2-го Украинского фронта                                     | гвардии младший лейтенант        | 26.02.1922 — 24.02.1991            | [ БС 3 ] [ ГС 9 ] [ НЛ 8 ]      |
| 477   | Симбирцев Василий Никитович                                       | 20.12.1943            | пехота       | помощник командира взвода пешей разведки 228-го гвардейского стрелкового полка 92-й гвардейской стрелковой дивизии 37-й армии Степного фронта                                                                                      | гвардии старший сержант          | 1919 — 24.01.1944                  | [ БС 3 ] [ ГС 10 ] [ НЛ 9 ]     |
| 478   | Симинихин Николай Ефимович                                        | 24.03.1945            | пехота       | пулемётчик 619-го стрелкового полка 203-й стрелковой дивизии 53-й армии 2-го Украинского фронта | красноармеец                     | 19.08.1922 — 06.08.1996            | [ БС 3 ] [ ГС 11 ] [ НЛ 10 ]    |
| 479   | Симон Василий Петрович укр. Симон Василь Петрович                 | 22.07.1944            | артиллерия   | командир миномётного взвода 801-го стрелкового полка 235-й стрелковой дивизии 43-й армии 1-го Прибалтийского фронта | лейтенант                        | 12.04.1920 — 01.04.1999            | [ БС 3 ] [ ГС 12 ] [ НЛ 11 ]    |
| 480   | Симоненко Александр Фёдорович                                     | 16.05.1944            | пехота       | автоматчик 91-го отдельного мотоциклетного батальона 19-го танкового корпуса 4-го Украинского фронта | красноармеец                     | 1912 — 13.04.1944                  | [ БС 3 ] [ ГС 13 ] [ НЛ 12 ]    |
| 481   | Симоненко Алексей Фёдорович                                       | 18.08.1945            | авиация      | заместитель командира и штурман эскадрильи 312-го штурмового авиационного полка 233-й штурмовой авиационной дивизии 4-й воздушной армии 2-го Белорусского фронта                                                                   | капитан                          | 1917 — 24.03.1945                  | [ БС 4 ] [ ГС 14 ] [ НЛ 13 ]    |
| 482   | Симоненко Николай Дмитриевич укр. Симоненко Микола Дмитрович      | 04.01.1944            | партизан     | активный участник партизанской борьбы на Украине, командир 2-го партизанского отряда «За Родину» Черниговской области | —                                | 14.05.1915 — 18.11.1981            | [ БС 5 ] [ ГС 15 ] [ НЛ 14 ]    |
| 483   | Симоненко Николай Иванович укр. Симоненко Микола Іванович         | 10.01.1944            | пехота       | заместитель по строевой части командира мотострелкового батальона 69-й механизированной бригады 9-го механизированного корпуса 3-й гвардейской танковой армии Воронежского фронта                                                  | старший лейтенант                | 1917 — 11.10.1985                  | [ БС 5 ] [ ГС 16 ] [ НЛ 15 ]    |
| 484   | Симоненков Николай Николаевич                                     | 29.06.1945            | пехота       | командир роты 232-го стрелкового полка 182-й стрелковой дивизии 2-й гвардейской армии 3-го Белорусского фронта | старший лейтенант                | 15.01.1922 — 28.11.1960            | [ БС 5 ] [ ГС 17 ] [ НЛ 16 ]    |
| 485   | Симонов Михаил Васильевич укр. Симонов Михайло Васильович         | 31.12.1942            | авиация      | командир звена 2-го гвардейского авиационного полка 3-й авиационной дивизии Авиации дальнего действия | гвардии капитан                  | 01.08.1913 — 24.04.2004            | [ БС 5 ] [ ГС 18 ] [ НЛ 17 ]    |
| 486   | Симонок Владимир Поликарпович укр. Симонок Володимир Полікарпович | 10.02.1942            | артиллерия   | командир миномётной роты 31-го стрелкового полка 25-й стрелковой дивизии Отдельной Приморской армии | младший лейтенант                | 1912 — 26.03.1942                  | [ БС 5 ] [ ГС 19 ] [ НЛ 18 ]    |
| 487   | Симоняк Николай Павлович укр. Симоняк Микола Павлович             | 10.02.1943            | генерал      | командир 63-й гвардейской стрелковой дивизии 43-й армии Ленинградского фронта | гвардии генерал-майор            | 17.02.1901 — 23.04.1956            | [ БС 5 ] [ ГС 20 ] [ НЛ 19 ]    |
| 488   | Симонян Карапет Семёнович арм. Սիմոնյան Կարապետ                   | 15.01.1940            | танкист      | радист танка Т-28 91-го танкового батальона 20-й танковой бригады 7-й армии | красноармеец                     | 06.06.1918 — 12.12.1983            | ——                              |
| 489   | Сингаевский Семён Фёдорович                                       | 23.09.1944            | артиллерия   | командир 685-го лёгкого артиллерийского полка 15-й лёгкой артиллерийской бригады 3-й артиллерийской дивизии прорыва РГК в составе 1-й гвардейской армии 1-го Украинского фронта                                                    | подполковник                     | 12.05.1914 — 11.04.1944            | [ БС 7 ] [ ГС 22 ] [ НЛ 20 ]    |
| 490   | Синдряков Николай Кузьмич чув. Синдряков Николай Кузьмич          | 17.11.1943            | танкист      | командир мотострелкового взвода 55-й гвардейской танковой бригады 7-го гвардейского танкового корпуса 3-й гвардейской танковой армии Воронежского фронта                                                                           | гвардии лейтенант                | 01.01.1924 — 29.09.1943            | [ БС 7 ] [ ГС 23 ] [ НЛ 21 ]    |
| 491   | Синёв Яков Михайлович                                             | 25.10.1943            | пехота       | автоматчик отдельного батальона автоматчиков 9-й гвардейской стрелковой бригады 10-го гвардейского стрелкового корпуса 56-й армии Северо-Кавказского фронта                                                                        | гвардии красноармеец             | 1912 — 17.04.1943                  | [ БС 7 ] [ ГС 24 ] [ НЛ 22 ]    |
| 492   | Синельников Виктор Павлович                                       | 24.03.1945            | пехота       | командир отделения 243-го гвардейского стрелкового полка 84-й гвардейской стрелковой дивизии 11-й гвардейской армии 3-го Белорусского фронта                                                                                       | гвардии сержант                  | 02.11.1917 — 13.10.1992            | [ БС 7 ] [ ГС 25 ] [ НЛ 23 ]    |
| 493   | Синельников Михаил Ильич                                          | 13.12.1942            | связисты     | начальник радиостанции отдельного батальона связи 78-й отдельной стрелковой бригады 9-й армии Южного фронта | старший сержант                  | 1913 — 22.04.1942                  | [ БС 7 ] [ ГС 26 ] [ НЛ 24 ]    |
| 494   | Синельников Пётр Андреевич                                        | 31.05.1945            | артиллерия   | командир огневого взвода 44-го артиллерийского полка 33-й стрелковой дивизии 3-й ударной армии 1-го Белорусского фронта | старший лейтенант                | 25.09.1912 — 1993                  | [ БС 8 ] [ ГС 27 ] [ НЛ 25 ]    |
| 495   | Синенков Дмитрий Маркович                                         | 23.09.1944            | артиллерия   | командир дивизиона 18-й гвардейской миномётной бригады 3-й гвардейской миномётной дивизии 1-го Украинского фронта | гвардии майор                    | 1917 — 14.05.1944                  | [ БС 9 ] [ ГС 28 ] [ НЛ 26 ]    |
| 496   | Синильников Валерий Яковлевич                                     | 29.10.1943            | пехота       | командир пулемётного расчёта 529-го стрелкового полка 163-й стрелковой дивизии 38-й армии Воронежского фронта | сержант                          | 22.03.1924 — 02.07.1980            | [ БС 9 ] [ ГС 29 ] [ НЛ 27 ]    |
| 497   | Синицин Василий Иванович                                          | 18.08.1945            | авиация      | начальник связи эскадрильи 5-го гвардейского бомбардировочного авиационного полка 11-й гвардейской бомбардировочной авиационной дивизии 1-го гвардейского бомбардировочного авиационного корпуса 18-й воздушной армии              | гвардии младший лейтенант        | 12.12.1918 — 14.10.1971            | [ БС 9 ] [ ГС 30 ] [ НЛ 28 ]    |
| 498   | Синицин Фёдор Семёнович                                           | 24.03.1945            | пехота       | командир взвода 1179-го стрелкового полка 347-й стрелковой дивизии 2-й гвардейской армии 4-го Украинского фронта | лейтенант                        | 12.09.1918 — 27.04.1944            | [ БС 9 ] [ ГС 31 ] [ НЛ 29 ]    |
| 499   | Синицкий Виктор Павлович укр. Синицький Віктор Павлович           | 05.05.1988            | инженер      | механик-водитель боевой машины разминирования 45-го отдельного инженерно-сапёрного полка 40-й армии ограниченного контингента советских войск в Афганистане                                                                        | младший сержант                  | род. 10.01.1967                    | ——                              |
| 500   | Синицын Александр Николаевич                                      | 22.07.1944            | авиация      | командир эскадрильи 46-го штурмового авиационного полка 14-й смешанной авиационной дивизии ВВС Северного флота | капитан                          | 22.12.1913 — 03.08.1991            | [ БС 9 ] [ ГС 33 ] [ НЛ 30 ]    |
| 501   | Синицын Александр Павлович                                        | 26.04.1944            | пехота       | исполняющий обязанности командира взвода отдельной разведывательной роты 20-й гвардейской механизированной бригады 8-го гвардейского механизированного корпуса 1-й танковой армии 1-го Украинского фронта                          | гвардии старший сержант          | 21.06.1922 — 21.07.1944            | [ БС 9 ] [ ГС 34 ] [ НЛ 31 ]    |
| 502   | Синицын Даниил Михайлович                                         | 27.02.1945            | пехота       | командир батальона 487-го стрелкового полка 143-й стрелковой дивизии 47-й армии 1-го Белорусского фронта | майор                            | 25.12.1912 — 05.09.1975            | [ БС 11 ] [ ГС 35 ] [ НЛ 32 ]   |
| 503   | Синицын Никита Семёнович                                          | 27.02.1945            | пехота       | командир отделения 1281-го стрелкового полка 60-й стрелковой дивизии 47-й армии 1-го Белорусского фронта | старший сержант                  | 03.03.1907 — 20.12.1985            | [ БС 12 ] [ ГС 36 ] [ НЛ 33 ]   |
| 504   | Синичкин Фёдор Михайлович                                         | 15.08.1944            | партизан     | активный участник партизанской борьбы в Белоруссии, командир партизанской бригады «Ленинская» | —                                | 27.12.1901 — 17.07.1962            | [ БС 12 ] [ ГС 37 ] [ НЛ 34 ]   |
| 505   | Синников Анатолий Сергеевич                                       | 03.06.1944            | пехота       | командир роты 748-го стрелкового полка 206-й стрелковой дивизии 47-й армии Воронежского фронта | старшина                         | 21.06.1915 — 22.08.2005            | [ БС 12 ] [ ГС 38 ] [ НЛ 35 ]   |
| 506   | Синчук Василий Прокофьевич укр. Синчук Василь Прокопович          | 13.04.1944            | авиация      | помощник по воздушно-стрелковой службе командира 254-го истребительного авиационного полка 269-й истребительной авиационной дивизии 14-й воздушной армии Волховского фронта                                                        | капитан                          | 15.02.1921 — 01.02.1944            | [ БС 12 ] [ ГС 39 ] [ НЛ 36 ]   |
| 507   | Синчуков Пётр Сидорович бел. Сінчукоў Пётр Сідаравіч              | 19.04.1945            | авиация      | командир звена 75-го гвардейского штурмового авиационного полка 1-й гвардейской штурмовой авиационной дивизии 1-й воздушной армии 3-го Белорусского фронта                                                                         | гвардии старший лейтенант        | 11.07.1920 — 13.09.1987            | [ БС 12 ] [ ГС 40 ] [ НЛ 37 ]   |
| 508   | Синько Михаил Семёнович укр. Синько Михайло Семенович             | 21.02.1945            | артиллерия   | командир батареи 275-го гвардейского истребительно-противотанкового артиллерийского попка 4-й гвардейской отдельной истребительно-противотанковой артиллерийской бригады РГК в составе 69-й армии 1-го Белорусского фронта         | гвардии старший лейтенант        | 20.11.1923 — 13.06.2009            | [ БС 12 ] [ ГС 41 ] [ НЛ 38 ]   |
| 509   | Синьков Анатолий Иванович                                         | 24.03.1945            | артиллерия   | заместитель по строевой части командира 361-го отдельного пулемётно-артиллерийского батальона 159-го укреплённого района 40-й армии 2-го Украинского фронта                                                                        | капитан                          | 23.04.1916 — 29.07.1986            | [ БС 12 ] [ ГС 42 ] [ НЛ 39 ]   |
| 510   | Синьков Сергей Михайлович                                         | 22.02.1944            | артиллерия   | командир орудия 1118-го стрелкового полка 333-й стрелковой дивизии 6-й армии 3-го Украинского фронта | старший сержант                  | 22.09.1909 — 24.07.1984            | [ БС 13 ] [ ГС 43 ] [ НЛ 40 ]   |
| 511   | Синютин Николай Петрович                                          | 07.04.1940            | пехота       | командир батальона 469-го стрелкового полка 150-й стрелковой дивизии 13-й армии Северо-Западного фронта | старший лейтенант                | 26.10.1911 — 05.11.1941            | ——                              |
| 512   | Синявин Фёдор Фёдорович                                           | 06.02.1942            | пехота       | командир пулемётной роты 9-го гвардейского стрелкового полка 3-й гвардейской стрелковой дивизии 54-й армии Ленинградского фронта                                                                                                   | гвардии старший лейтенант        | 1907 — 03.01.1942                  | [ БС 14 ] [ ГС 45 ] [ НЛ 41 ]   |
| 513   | Сипович Михаил Иванович                                           | 21.03.1940            | пехота       | командир батальона 355-го стрелкового полка 100-й стрелковой дивизии 7-й армии Северо-Западного фронта | старший лейтенант                | 28.09.1908 — 04.01.1983            | [ БС 14 ] [ ГС 46 ] [ НЛ 42 ]   |
| 514   | Сипягин Николай Иванович                                          | 18.09.1943            | морской флот | командир дивизиона сторожевых катеров Охраны водного района Новороссийской военно-морской базы Черноморского флота | капитан 3-го ранга               | 23.06.1911 — 01.11.1943            | [ БС 14 ] [ ГС 47 ] [ НЛ 43 ]   |
| 515   | Сирагов Павел Иванович                                            | 24.03.1945            | комиссар     | заместитель по политической части командира батальона 199-го гвардейского стрелкового полка 67-й гвардейской стрелковой дивизии 6-й гвардейской армии 1-го Прибалтийского фронта                                                   | гвардии старший лейтенант        | 27.03.1922 — 30.04.2008            | [ БС 14 ] [ ГС 48 ] [ НЛ 44 ]   |
| 516   | Сиренко Иван Лаврентьевич укр. Сіренко Іван Лаврентійович         | 29.06.1945            | авиация      | заместитель командира и инспектор-лётчик по технике пилотирования и теории полётов 34-го гвардейского бомбардировочного авиационного полка 276-й бомбардировочной авиационной дивизии 1-й воздушной армии 3-го Белорусского фронта | гвардии майор                    | 25.03.1910 — 08.06.1965            | [ БС 14 ] [ ГС 49 ] [ НЛ 45 ]   |
| 517   | Сирик Дмитрий Иванович укр. Сірик Дмитро Іванович                 | 26.04.1944            | танкист      | командир роты танков Т-34 1-й гвардейской танковой бригады 8-го гвардейского механизированного корпуса 1-й танковой армии 1-го Украинского фронта                                                                                  | гвардии старший лейтенант        | 24.10.1922 — 01.04.1944            | [ БС 14 ] [ ГС 50 ] [ НЛ 46 ]   |
| 518   | Сирин Николай Иванович                                            | 31.03.1943            | пехота       | стрелок 130-го гвардейского стрелкового полка 44-й гвардейской стрелковой дивизии 1-й гвардейской армии Юго-Западного фронта | гвардии красноармеец             | 09.05.1922 — 15.01.1943            | [ БС 15 ] [ ГС 51 ] [ НЛ 47 ]   |
| 519   | Сириченко Николай Трофимович                                      | 16.05.1944            | артиллерия   | командир батареи 624-го стрелкового полка 137-й стрелковой дивизии 48-й армии 1-го Белорусского фронта | старший лейтенант                | 09.12.1921 — 30.04.1949            | [ БС 15 ] [ ГС 52 ] [ НЛ 48 ]   |
| 520   | Сиротин Алексей Иванович                                          | 27.06.1945            | артиллерия   | наводчик орудия 375-го артиллерийского полка 181-й стрелковой дивизии 6-й армии 1-го Украинского фронта | ефрейтор                         | 19.03.1919 — 25.02.1945            | [ БС 15 ] [ ГС 53 ] [ НЛ 49 ]   |
| 521   | Сиротин Виктор Николаевич                                         | 19.04.1945            | авиация      | командир звена 75-го гвардейского штурмового авиационного полка 1-й гвардейской штурмовой авиационной дивизии 1-й воздушной армии 3-го Белорусского фронта                                                                         | гвардии старший лейтенант        | 17.09.1922 — 13.10.1991            | [ БС 15 ] [ ГС 54 ] [ НЛ 50 ]   |
| 522   | Сиротин Вячеслав Фёдорович                                        | 23.02.1945            | авиация      | помощник по воздушно-стрелковой службе командира 17-го истребительного авиационного полка 190-й истребительной авиационной дивизии 11-го истребительного авиационного корпуса 3-й воздушной армии 1-го Прибалтийского фронта       | капитан                          | 22.09.1913 — 07.08.1948            | [ БС 15 ] [ ГС 55 ] [ НЛ 51 ]   |
| 523   | Сиротин Николай Яковлевич                                         | 24.03.1945            | артиллерия   | командир батареи СУ-76 156-го танкового полка 45-й механизированной бригады 5-го механизированного корпуса 6-й танковой армии 2-го Украинского фронта                                                                              | старший лейтенант                | 21.05.1922 — 22.08.1944            | [ БС 15 ] [ ГС 56 ] [ НЛ 52 ]   |
| 524   | Сиротинкин Василий Иванович                                       | 19.03.1944            | комиссар     | заместитель по политической части командира батальона 120-го гвардейского стрелкового полка 39-й гвардейской стрелковой дивизии 8-й гвардейской армии 3-го Украинского фронта                                                      | гвардии лейтенант                | 29.12.1923 — 09.08.2008            | [ БС 15 ] [ ГС 57 ] [ НЛ 53 ]   |
| 525   | Сироткин Анатолий Петрович                                        | 07.04.1940            | пехота       | командир взвода 387-го стрелкового полка 136-й стрелковой дивизии 13-й армии Северо-Западного фронта | младший лейтенант                | 08.12.1913 — 10.12.1976            | [ БС 16 ] [ ГС 58 ] [ НЛ 54 ]   |
| 526   | Сироткин Фёдор Алексеевич                                         | 24.03.1945            | артиллерия   | командир орудия 17-го истребительного противотанкового артиллерийского полка 18-й отдельной истребительной противотанковой артиллерийской бригады РГК в составе войск 2-го Прибалтийского фронта                                   | старший сержант                  | 18.01.1913 — 11.11.1944            | [ БС 17 ] [ ГС 59 ] [ НЛ 55 ]   |
| 527   | Сироткин Юрий Иванович                                            | 31.05.1945            | инженер      | командир сапёрной роты 87-го гвардейского отдельного сапёрного батальона 75-й гвардейской стрелковой дивизии 61-й армии 1-го Белорусского фронта                                                                                   | гвардии старший лейтенант        | 13.09.1922 — 24.10.2008            | [ БС 17 ] [ ГС 60 ] [ НЛ 56 ]   |
| 528   | Сиротюк Сергей Наумович укр. Сиротюк Сергій Наумович              | 28.04.1945            | пехота       | командир батальона 659-го стрелкового полка 155-й стрелковой дивизии 7-й гвардейской армии 2-го Украинского фронта | капитан                          | 24.05.1919 — 29.01.1982            | [ БС 17 ] [ ГС 61 ] [ НЛ 57 ]   |
| 529   | Сисейкин Фёдор Дмитриевич                                         | 19.06.1943            | пехота       | командир пулемётного расчёта 40-го гвардейского стрелкового полка 11-й гвардейской стрелковой дивизии 11-й гвардейской армии Западного фронта                                                                                      | гвардии сержант                  | 02.03.1914 — 29.04.1979            | [ БС 17 ] [ ГС 62 ] [ НЛ 58 ]   |
| 530   | Ситдиков Касим Хасанович тат. Ситдыйков Касыйм Хәсән улы          | 29.06.1945            | пехота       | старший адъютант батальона 458-го стрелкового полка 78-й стрелковой дивизии 27-й армии 3-го Украинского фронта | капитан                          | 17.01.1913 — 13.03.1945            | [ БС 17 ] [ ГС 63 ] [ НЛ 59 ]   |
| 531   | Ситковский Александр Николаевич                                   | 13.04.1944            | авиация      | заместитель командира эскадрильи 15-го истребительного авиационного полка 278-й истребительной авиационной дивизии 3-го истребительного авиационного корпуса 8-й воздушной армии 4-го Украинского фронта                           | старший лейтенант                | 15.05.1914 — 20.01.2000            | [ БС 18 ] [ ГС 64 ] [ НЛ 60 ]   |
| 532   | Ситник Григорий Степанович                                        | 03.06.1944            | артиллерия   | командир миномётного взвода 667-го стрелкового полка 218-й стрелковой дивизии 47-й армии Воронежского фронта | лейтенант                        | 30.03.1916 — 05.10.1988            | [ БС 19 ] [ ГС 65 ] [ НЛ 61 ]   |
| 533   | Ситников Алексей Михайлович                                       | 13.09.1944            | артиллерия   | наводчик миномёта 429-го стрелкового полка 52-й стрелковой дивизии 57-й армии 3-го Украинского фронта | сержант                          | 20.11.1925 — 13.10.2005            | [ БС 19 ] [ ГС 66 ] [ НЛ 62 ]   |
| 534   | Ситников Василий Егорович                                         | 30.10.1943            | артиллерия   | командир миномётного расчёта 685-го стрелкового полка 193-й стрелковой дивизии 65-й армии Центрального фронта | сержант                          | 24.10.1924 — 02.02.1991            | [ БС 19 ] [ ГС 67 ] [ НЛ 63 ]   |
| 535   | Ситников Василий Петрович                                         | 14.09.1945            | морской флот | командир миномётного отделения 74-го батальона морской пехоты 13-й бригады морской пехоты Тихоокеанского флота | ефрейтор                         | 14.01.1911 — 09.08.1968            | [ БС 19 ] [ ГС 68 ] [ НЛ 64 ]   |
| 536   | Ситников Вениамин Иванович                                        | 24.03.1945            | танкист      | старший радист-пулемётчик танка Т-34 108-й танковой бригады 9-го танкового корпуса 1-го Белорусского фронта | старшина                         | 14.10.1926 — 11.04.1999            | [ БС 19 ] [ ГС 69 ] [ НЛ 65 ]   |
| 537   | Ситников Николай Михайлович                                       | 10.04.1945            | пехота       | командир взвода автоматчиков мотострелкового батальона 54-й гвардейской танковой бригады 7-го гвардейского танкового корпуса 3-й гвардейской танковой армии 1-го Украинского фронта                                                | гвардии младший лейтенант        | 16.09.1925 — 23.01.1945            | [ БС 19 ] [ ГС 70 ] [ НЛ 66 ]   |
| 538   | Ситников Пётр Филиппович                                          | 24.03.1945            | пехота       | командир взвода автоматчиков 846-го стрелкового полка 267-й стрелковой дивизии 51-й армии 4-го Украинского фронта | лейтенант                        | 1914 — 09.05.1944                  | [ БС 19 ] [ ГС 71 ] [ НЛ 67 ]   |
| 539   | Ситнов Валентин Егорович                                          | 20.06.1942            | авиация      | заместитель командира эскадрильи 21-го бомбардировочного авиационного полка 22-й бомбардировочной авиационной дивизии 4-го авиационного корпуса Авиации дальнего действия                                                          | капитан                          | 05.12.1918 — 20.12.1945            | [ БС 20 ] [ ГС 72 ] [ НЛ 68 ]   |
| 540   | Сихимов Есмурат каз. Сыйқымов Есмұрат                             | 16.10.1943            | пехота       | командир пулемётного расчёта 360-го стрелкового полка 74-й стрелковой дивизии 13-й армии Центрального фронта | младший сержант                  | 04.04.1922 — 27.09.1943            | [ БС 21 ] [ ГС 73 ] [ НЛ 69 ]   |
| 541   | Сихно Пётр Михайлович                                             | 24.03.1945            | пехота       | командир пулемётной роты 33-й гвардейской мотострелковой бригады 9-го гвардейского танкового корпуса 2-й гвардейской танковой армии 1-го Белорусского фронта                                                                       | гвардии старший лейтенант        | 15.08.1920 — 23.04.1945            | [ БС 21 ] [ ГС 74 ] [ НЛ 70 ]   |
| 542   | Сиянин Михаил Данилович бел. Сіянін Міхаіл Данілавіч              | 17.11.1943            | танкист      | командир 69-й механизированной бригады 9-го механизированного корпуса 3-й гвардейской танковой армии Воронежского фронта | полковник                        | 17.12.1901 — 01.10.1973            | [ БС 21 ] [ ГС 75 ] [ НЛ 71 ]   |
| 543   | Скалацкий Павел Павлович укр. Скалацький Павло Павлович           | 15.01.1944            | артиллерия   | командир орудия артиллерийской батареи 37-го гвардейского стрелкового полка 12-й гвардейской стрелковой дивизии 61-й армии Центрального фронта                                                                                     | гвардии сержант                  | 1910 — 14.10.1943                  | [ БС 21 ] [ ГС 76 ] [ НЛ 72 ]   |
| 544   | Скатков Василий Максимович                                        | 10.04.1945            | инженер      | командир отделения 58-го инженерно-сапёрного батальона 62-й инженерно-сапёрной бригады 6-й армии 1-го Украинского фронта | старший сержант                  | 1918 — май 1945 (пропал без вести) | [ БС 21 ] [ ГС 77 ] [ НЛ 73 ]   |
| 545   | Скачков Виктор Михайлович                                         | 24.03.1945            | танкист      | старший механик-водитель танка ИС-2 8-го гвардейского отдельного танкового полка прорыва 19-го танкового корпуса 2-го Прибалтийского фронта                                                                                        | гвардии младший техник-лейтенант | 18.01.1923 — 27.12.1944            | [ БС 21 ] [ ГС 78 ] [ НЛ 74 ]   |
| 546   | Скачков Константин Николаевич                                     | 26.10.1943            | артиллерия   | командир батареи 1844-го истребительно-противотанкового артиллерийского полка 30-й отдельной истребительно-противотанковой артиллерийской бригады РГК в составе 7-й гвардейской армии Степного фронта                              | капитан                          | 02.11.1922 — 21.02.1966            | [ БС 21 ] [ ГС 79 ] [ НЛ 75 ]   |
| 547   | Скачков Николай Павлович укр. Скачков Микола Павлович             | 24.12.1943            | артиллерия   | командир батареи 1070-го истребительно-противотанкового артиллерийского полка 27-й армии Воронежского фронта | старший лейтенант                | 22.03.1915 — 24.04.1944            | [ БС 22 ] [ ГС 80 ] [ НЛ 76 ]   |
| 548   | Скворцов Александр Васильевич                                     | 26.10.1943            | генерал      | командир 78-й гвардейской стрелковой дивизии 7-й гвардейской армии Степного фронта | гвардии генерал-майор            | 17.08.1901 — 19.12.1948            | [ БС 23 ] [ ГС 81 ] [ НЛ 77 ]   |
| 549   | Скворцов Александр Егорович                                       | 17.04.1943            | танкист      | командир танка Т-34 254-го танкового батальона 50-й танковой бригады 3-го танкового корпуса Юго-Западного фронта | гвардии старший лейтенант        | 15.05.1919 — 16.04.1976            | [ БС 23 ] [ ГС 82 ] [ НЛ 78 ]   |
| 550   | Скворцов Андрей Аркадьевич                                        | 18.05.1943            | пехота       | стрелок 78-го гвардейского стрелкового полка 25-й гвардейской стрелковой дивизии 6-й армии Юго-Западного фронта | гвардии красноармеец             | 1894 — 05.03.1943                  | [ БС 23 ] [ ГС 83 ] [ НЛ 79 ]   |
| 551   | Скворцов Григорий Григорьевич                                     | 20.05.1940            | кавалерия    | командир 138-го мотокавалерийского полка 25-й мотокавалерийской дивизии 15-й армии | полковник                        | 30.09.1900 — 07.02.1940            | [ БС 23 ] [ ГС 84 ] [ НЛ 80 ]   |
| 552   | Скворцов Дмитрий Данилович                                        | 24.03.1945            | пехота       | командир роты 461-го стрелкового полка 142-й стрелковой дивизии 23-й армии Ленинградского фронта | старший лейтенант                | 15.03.1918 — 19.05.1973            | [ БС 23 ] [ ГС 85 ] [ НЛ 81 ]   |
| 553   | Скворцов Иван Васильевич                                          | 22.02.1944            | инженер      | командир понтонного взвода 2-го гвардейского отдельного моторизированного понтонно-мостового батальона 4-й понтонно-мостовой бригады РГК в составе 12-й армии 3-го Украинского фронта                                              | гвардии лейтенант                | 1918 — 27.10.1943                  | [ БС 24 ] [ ГС 86 ] [ НЛ 82 ]   |
| 554   | Скворцов Кирилл Федотович                                         | 24.03.1945            | артиллерия   | командир 266-го гвардейского армейского истребительно-противотанкового артиллерийского полка 8-й гвардейской армии 1-го Белорусского фронта                                                                                        | гвардии подполковник             | 04.06.1902 — 04.02.1945            | [ БС 25 ] [ ГС 87 ] [ НЛ 83 ]   |
| 555   | Скворцов Николай Александрович                                    | 20.04.1945            | морской флот | пулемётчик 384-го отдельного батальона морской пехоты Одесской военно-морской базы Черноморского флота | краснофлотец                     | 01.03.1922 — 27.03.1944            | [ БС 25 ] [ ГС 88 ] [ НЛ 84 ]   |
| 556   | Скирута Григорий Трофимович укр. Скирута Григорій Трохимович      | 26.10.1943            | пехота       | командир 235-го гвардейского стрелкового полка 81-й гвардейской стрелковой дивизии 7-й гвардейской армии Степного фронта | гвардии подполковник             | 04.12.1912 — 28.07.1999            | [ БС 25 ] [ ГС 89 ] [ НЛ 85 ]   |
| 557   | Скитыба Борис Яковлевич укр. Скитиба Борис Якович                 | 25.10.1943            | связисты     | командир телеграфного взвода 11-го гвардейского отдельного батальона связи 3-го гвардейского механизированного корпуса 47-й армии Воронежского фронта                                                                              | гвардии лейтенант                | 05.08.1913 — 23.09.1976            | [ БС 25 ] [ ГС 90 ] [ НЛ 86 ]   |
| 558   | Склезнёв Георгий Михайлович бел. Склязнёў Георгій Міхайлавіч      | 27.06.1937            | танкист      | командир танкового взвода танковой бригады Д. Г. Павлова вооружённых сил Испанской Республики | лейтенант                        | 20.01.1911 — 12.02.1937            | ——                              |
| 559   | Скляр Григорий Аникеевич укр. Скляр Григорій Оникійович           | 04.06.1944            | пехота       | командир батальона 221-го гвардейского стрелкового полка 77-й гвардейской стрелковой дивизии 61-й армии Брянского фронта | гвардии капитан                  | 23.04.1917 — 19.07.1943            | [ БС 25 ] [ ГС 92 ] [ НЛ 87 ]   |
| 560   | Скляр Григорий Михайлович укр. Скляр Григорій Михайлович          | 17.10.1943            | инженер      | командир 9-го отдельного понтонно-мостового батальона 60-й армии Воронежского фронта | подполковник                     | 10.01.1906 — 22.07.1980            | [ БС 25 ] [ ГС 93 ] [ НЛ 88 ]   |
| 561   | Скляров Анатолий Андреевич                                        | 10.01.1944            | артиллерия   | командир дивизиона 492-го армейского миномётного полка 38-й армии Воронежского фронта | капитан                          | 23.07.1915 — 19.08.1980            | [ БС 26 ] [ ГС 94 ] [ НЛ 89 ]   |
| 562   | Скляров Иван Андреевич укр. Скляров Іван Андрійович               | 27.03.1942            | авиация      | лётчик 33-го скоростного бомбардировочного авиационного полка 19-й бомбардировочной авиационной дивизии Юго-Западного фронта | лейтенант                        | 10.09.1920 — 24.08.1992            | [ БС 27 ] [ ГС 95 ] [ НЛ 90 ]   |
| 563   | Скляров Иван Григорьевич укр. Скляров Іван Григорович             | 01.07.1944            | авиация      | командир эскадрильи 193-го истребительного авиационного полка 302-й истребительной авиационной дивизии 4-го истребительного авиационного корпуса 5-й воздушной армии 2-го Украинского фронта                                       | старший лейтенант                | 12.07.1919 — 15.08.1980            | [ БС 27 ] [ ГС 96 ] [ НЛ 91 ]   |
| 564   | Скляров Максим Гаврилович                                         | 01.07.1944            | авиация      | командир 59-го гвардейского штурмового авиационного полка 2-й гвардейской штурмовой авиационной дивизии 16-й воздушной армии 1-го Белорусского фронта                                                                              | гвардии подполковник             | 21.01.1914 — 23.11.1958            | [ БС 27 ] [ ГС 97 ] [ НЛ 92 ]   |
| 565   | Скнарёв Александр Ильич (Скнарев Александр Ильич)                 | 05.11.1944            | авиация      | штурман 9-го гвардейского минно-торпедного авиационного полка 5-й минно-торпедной авиационной дивизии ВВС Северного флота | гвардии майор                    | 22.05.1912 — 16.10.1944            | [ БС 27 ] [ ГС 98 ] [ НЛ 93 ]   |
| 566   | Скобарихин Витт Фёдорович                                         | 29.08.1939            | авиация      | командир эскадрильи 22-го истребительного авиационного полка 23-й истребительной авиационной бригады 1-й армейской группы | старший лейтенант                | 25.06.1910 — 25.08.1989            | ——                              |
| 567   | Скобелев Иван Алексеевич                                          | 10.04.1945            | пехота       | пулемётчик 780-го стрелкового полка 214-й стрелковой дивизии 52-й армии 1-го Украинского фронта | красноармеец                     | 01.05.1901 — 10.09.1982            | [ БС 28 ] [ ГС 100 ] [ НЛ 94 ]  |
| 568   | Скоков Александр Иванович                                         | 08.05.1965            | партизан     | активный участник партизанской борьбы на Ставрополье, руководитель подпольной комсомольской организации села Величаевское Левокумского района Орджоникидзевского края                                                              | —                                | 25.07.1925 — 07.12.1942            | ——                              |
| 569   | Скоков Иван Андреевич                                             | 09.02.1944            | артиллерия   | командир орудия 676-го артиллерийского полка 232-й стрелковой дивизии 38-й армии Воронежского фронта | старший сержант                  | 15.10.1923 — 17.06.1972            | [ БС 29 ] [ ГС 102 ] [ НЛ 95 ]  |
| 570   | Скомороха Павел Васильевич                                        | 22.02.1944            | пехота       | автоматчик 307-го гвардейского стрелкового полка 110-й гвардейской стрелковой дивизии 37-й армии Степного фронта | гвардии красноармеец             | 1924 — 1944                        | [ БС 29 ] [ ГС 103 ] [ НЛ 96 ]  |
| 571   | Скоморохов Николай Михайлович                                     | 23.02.1945 18.08.1945 | авиация      | командир эскадрильи 31-го истребительного авиационного полка 295-й истребительной авиационной дивизии 9-го смешанного авиационного корпуса 17-й воздушной армии 3-го Украинского фронта                                            | капитан                          | 19.05.1920 — 14.10.1994            | [ БС 29 ] [ ГС 104 ] [ НЛ 97 ]  |
| 572   | Скопенко Василий Фёдорович укр. Скопенко Василь Федорович         | 23.09.1944            | пехота       | командир 1180-го стрелкового полка 350-й стрелковой дивизии 13-й армии 1-го Украинского фронта | подполковник                     | 01.01.1912 — 27.01.1945            | [ БС 29 ] [ ГС 105 ] [ НЛ 98 ]  |
| 573   | Скопин Павел Алексеевич                                           | 17.11.1939            | комиссар     | комиссар танкового батальона 6-й танковой бригады 1-й армейской группы | батальонный комиссар             | 22.02.1902 — 09.09.1967            | ——                              |
| 574   | Скорняков Сергей Александрович                                    | 06.12.1949            | авиация      | участник высокоширотной арктической экспедиции «Север-2», командир группы истребителей Ла-11 | майор                            | 18.07.1916 — 21.09.1988            | ——                              |
| 575   | Скоробогатов Анатолий Маркович                                    | 24.03.1945            | танкист      | старший механик-водитель танка 26-го гвардейского отдельного тяжёлого танкового полка 21-й армии Ленинградского фронта | гвардии техник-лейтенант         | 14.10.1906 — 21.06.1944            | [ БС 31 ] [ ГС 108 ] [ НЛ 99 ]  |
| 576   | Скорый Иван Антонович укр. Скорий Іван Антонович                  | 01.11.1943            | пехота       | командир батальона 561-го стрелкового полка 91-й стрелковой дивизии 51-й армии 4-го Украинского фронта | капитан                          | 12.02.1912 — 05.03.1980            | [ БС 31 ] [ ГС 109 ] [ НЛ 100 ] |
| 577   | Скорынин Владимир Петрович                                        | 22.02.1944            | пехота       | командир взвода 310-го гвардейского стрелкового полка 110-й гвардейской стрелковой дивизии 37-й армии Степного фронта | гвардии лейтенант                | 26.03.1924 — 20.10.1943            | [ БС 31 ] [ ГС 110 ] [ НЛ 101 ] |
| 578   | Скорятин Фёдор Николаевич                                         | 24.03.1945            | инженер      | временно исполняющий должность командира сапёрного взвода 57-го отдельного штурмового инженерно-сапёрного батальона 12-й штурмовой инженерно-сапёрной бригады РГК в составе 51-й армии 4-го Украинского фронта                     | старший сержант                  | 17.07.1917 — 28.04.1944            | [ БС 31 ] [ ГС 111 ] [ НЛ 102 ] |
| 579   | Скочилов Александр Васильевич                                     | 24.03.1945            | кавалерия    | командир кавалерийского эскадрона 11-го гвардейского кавалерийского полка 4-й гвардейской кавалерийской дивизии 2-го гвардейского кавалерийского корпуса 1-го Белорусского фронта                                                  | гвардии капитан                  | 28.08.1907 — 05.08.1944            | [ БС 31 ] [ ГС 112 ] [ НЛ 103 ] |
| 580   | Скрипин Михаил Николаевич                                         | 24.03.1945            | инженер      | командир сапёрного взвода 565-го отдельного сапёрного батальона 294-й стрелковой дивизии 52-й армии Степного фронта | лейтенант                        | 09.12.1919 — 24.11.1943            | [ БС 31 ] [ ГС 113 ] [ НЛ 104 ] |
| 581   | Скрипников Георгий Ильич                                          | 24.03.1945            | пехота       | командир батальона 1297-го стрелкового полка 160-й стрелковой дивизии 70-й армии 1-го Белорусского фронта | капитан                          | 17.05.1907 — 15.08.1944            | [ БС 31 ] [ ГС 114 ] [ НЛ 105 ] |
| 582   | Скрыганов Викентий Васильевич бел. Скрыганаў Вікенцій Васілевіч   | 06.04.1945            | генерал      | командир 14-й гвардейской стрелковой дивизии 5-й гвардейской армии 1-го Украинского фронта | гвардии генерал-майор            | 22.06.1903 — 26.01.1945            | [ БС 32 ] [ ГС 115 ] [ НЛ 106 ] |
| 583   | Скрылёв Алексей Константинович                                    | 31.05.1945            | артиллерия   | командир 49-го гвардейского артиллерийского полка 23-й гвардейской стрелковой дивизии 3-й ударной армии 1-го Белорусского фронта                                                                                                   | гвардии майор                    | 17.03.1918 — 06.12.1946            | [ БС 33 ] [ ГС 116 ] [ НЛ 107 ] |

| Навигационная таблица | Навигационная таблица                 |
| --------------------- | ------------------------------------- |
| «С»                   | Сабанов Григорий — Самсонов Владимир  |
| «С»                   | Самсонов Иван — Севрюков Алексей      |
| «С»                   | Севрюков Леонид — Сергиенков Дмитрий  |
| «С»                   | Сергов Алексей — Силантьев Николай    |
| «С»                   | Силин Николай — Скрылёв Алексей       |
| «С»                   | Скрылёв Виктор — Соболевский Анатолий |
| «С»                   | Собянин Гавриил — Сорокин Сергей      |
| «С»                   | Сорокин Фёдор — Степин Кузьма         |
| «С»                   | Степовой Арсентий — Сулин Семён       |
| «С»                   | Султанов Барый — Сябро Николай        |